# Joseph Plateau

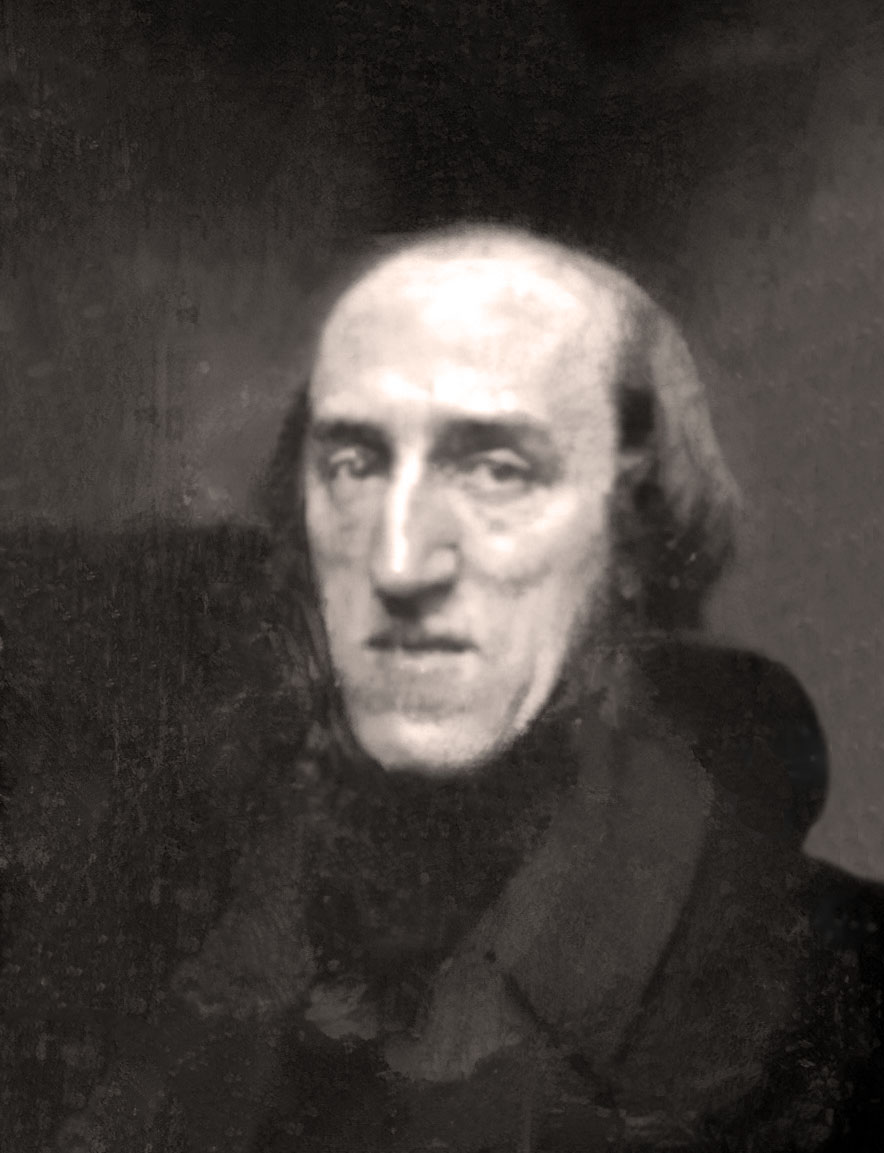
Joseph Plateau

Joseph Antoine Ferdinand Plateau (Brussel, 14 oktober 1801 - Gent, 15 september 1883) was een Belgische natuurkundige en wiskundige. Hij staat bekend als de uitvinder van de fenakistiscoop en als de ontdekker van de lichtnawerking. In de wiskunde zijn het probleem van Plateau en de Plateaucurve naar hem vernoemd.

## Biografie

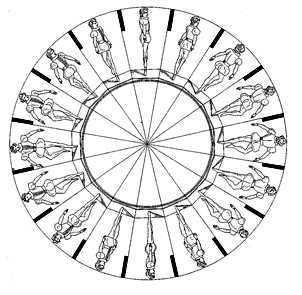
Een schijf van een fenakistiscoop

Joseph Plateau werd geboren in Brussel als zoon van de kunstschilder Antoine Plateau, die vooral bloemen schilderde. Joseph kreeg een kunstopleiding en ontwikkelde een interesse in natuurwetenschappen tijdens zijn verblijf in het Château de Marche-les-Dames, waar hij de smederijen van zijn oudoom bezocht en op vlinders jaagde. 
Toen hij op zijn veertiende plotseling wees werd, moest de jonge Plateau bij zijn oom gaan wonen. Hoewel hij voordien les had gevolgd aan de tekenacademie, stuurde zijn oom hem toch naar het atheneum. Ook toen hij in 1822 naar de universiteit van Luik trok, liet zijn oom hem geen vrije studiekeuze. Plateau was gefascineerd door de wetenschappen, maar hij moest zich inschrijven bij de faculteit Letteren en Wijsbegeerte. Het resultaat was dat hij twee jaar later kandidaat was in de letteren, de rechten, de wiskunde én de natuurkunde.
In 1835 werd hij hoogleraar in de natuurkunde te Gent. Hij ontdekte en formuleerde het fenomeen van de gezichtstraagheid of lichtnawerking: het fysisch verschijnsel dat een beeld nog gedurende een zeer korte tijd op het netvlies van het oog blijft 'hangen'. We kennen allemaal dit verschijnsel wanneer we in een lichtbron kijken en dan de ogen dichtknijpen: de lichtvlek blijft nog op het netvlies nawerken. Op basis van dit gegeven construeerde Plateau in 1831 zijn fenakistiscoop (ook wel fantascoop en optische illusie genaamd) (Grieks voor 'vals beeld'), een toestel waarmee hij een serie van opeenvolgende tekeningen doorlopend 'in beweging' kon brengen. Hiermee legde hij de basis voor de cinematograaf en de filmindustrie.
Hij verrichtte tevens onderzoek aan vloeistofvliezen (oppervlaktespanning). Het probleem van Plateau werd naar hem genoemd.
Door langdurig naar de zon te kijken bij proeven over fysiologische optica, werd Plateau blind in 1843. Tegenwoordig neemt men aan dat Plateaus blindheid werd veroorzaakt door uveïtis, een progressieve oogziekte (Dorikens & Dorikens-Vanpraet, in voorbereiding; Verriest, 1990) en niet door het kijken naar de zon.

## Plateauprijzen
In België is een belangrijke filmprijs naar hem vernoemd, de Plateauprijs.

## Nalatenschap
- In Gent is een straat naar hem genoemd (Jozef Plateaustraat). In die straat bevindt zich ook een gebouw van de Faculteit Ingenieurswetenschappen en Architectuur van de Universiteit Gent, het Jozef Plateaugebouw of kortweg "Plateau".
- In Brussel is de Joseph Plateaustraat naar hem genoemd en werd er in 1996 een Plateau-monument ("Het Eeuwfeest van de Film") opgericht.
- In 2005 eindigde hij als 164ste in de Vlaamse versie van De Grootste Belg.
- Op 15 oktober 2019 plaatste Google een doodle op de homepagina ter ere van zijn 218e verjaardag.
- De grootste stenenstorter ter wereld, een schip van Jan De Nul Group, is vernoemd naar Joseph Plateau